# Afraegle
Afraegle, biljni rod iz porodice rutovki, smješten u podtribus Balsamocitrinae. Postoje dvije priznate vrste iz zapadne i središnje tropske Afrike. Tipična je   A. paniculata, do 15 metara visoko drvo rašireno od Senegala do Nigerije. Druga vrsta  A. mildbraedii, raste samo na Bioku, otoku u Gvinejskom zaljev.

## Vrste
1. Afraegle mildbraedii Engl.
2. Afraegle paniculata (Schumach. & Thonn.) Engl.